# Maria Cordero
Maria Cordero (Chinês 瑪俐亞) (Macau, 18 de fevereiro de 1954 - ) é uma cantora, atriz, apresentadora de TV e DJ chinesa de ascendência portuguesa. Conhecida por apresentar os populares programas de culinária Maria's Kitchen (Chinês 肥 媽 私房菜) e Good Cheap Eats, ganhou a alcunha de Fei Ma ou Fat Mama (Chinês 肥媽) pelos seus seguidores e admiradores.

## Biografia
Nascida no Centro Hospitalar Conde de São Januário em Macau, a 18 de fevereiro de 1954, Maria Cordero é oriunda de uma família macaense de ascendência luso-chinesa pelo lado paterno. Quando tinha apenas dez anos de idade, a sua família mudou-se para Hong Kong em busca de melhores condições de vida e trabalho, contudo apenas um ano após se terem mudado para a cidade, inesperadamente o seu pai faleceu. Visto que à época, a idade legal para trabalhar em Hong Kong era de 14 anos, Maria Cordero, que era a filha mais velha, recorreu ao uso de bilhetes de identidade de amigos mais velhos para começar então a trabalhar como recepcionista num cinema local e poder ajudar a sua mãe a sustentar os seus sete irmãos e irmãs, enquanto frequentava a escola Sir Ellis Kadoorie em West Kowloon.
Anos mais tarde, enquanto trabalhava como telefonista num hotel, Maria Cordero teve a oportunidade de aprender a tocar baixo, sendo posteriormente descoberta pela banda residente do hotel que a contratou para tocar à noite. Durante vários anos, a futura cantora e apresentadora de televisão trabalhou simultaneamente como telefonista durante o dia, tocadora de baixo à noite e ainda como caixa num outro estabelecimento em regime part-time. Deixando o seu trabalho de telefonista, Maria Cordero começou então a trabalhar como cozinheira de linha numa empresa de comida take-away que servia refeições a vários escritórios, tendo ganho as suas habilidades culinárias.
Com apenas 18 anos, Maria Cordero casou-se com um pianista filipino, viúvo e colega de banda, vinte e dois anos mais velho que ela, com o qual teve dois filhos, perfilhando ainda os quatro filhos do primeiro casamento do seu marido. Divorciando-se em 1989, após ter sido vítima de maus tratos, violência doméstica e adultério, quase dez anos mais tarde Maria Cordero casou-se com o engenheiro português Rick da Silva, com o qual viveu em união durante mais de vinte anos até à morte deste em 2020, vitimado por uma pneumonia enquanto travava uma batalha contra um cancro no pulmão. O seu filho mais velho, Alfonso Bibi Cordero foi membro da equipa da selecção de hóquei de Hong Kong, tendo conquistado a medalha de bronze nos Jogos da Ásia Oriental de 2009.

### Carreira
A carreira na música e no cinema de Maria Cordero começou após a artista ter sido descoberta na inauguração de uma discoteca em 1985, tendo-se seguindo vários contratos de gravação com várias editoras discográficas, convites para desempenhar diversos papéis em filmes e realizar performances no palco por todo o país e além fronteiras.  O seu primeiro sucesso musical foi uma canção feita sob medida para a cantora macaense pelo produtor e compositor Teddy Robin, intitulada "Sai Hei", seguindo-se o tema "You Yi Zi Guong (Light Of Friendship)", que integrou a banda sonora do filme que serviu de inspiração a Quentin Tarantino, City on Fire de Ringo Lam em 1987, tendo Maria Cordero também feito a sua estreia cinematográfica no filme. Notabilizou-se por ter interpretado as músicas da versão cantonesa da personagem Ursula no filme da Disney, A Pequena Sereia em 1989, e ter recebido a medalha de honra por mérito cultural pelo governo de Hong Kong.
Na televisão, para além de ter participado em algumas séries ou mini-séries como convidada especial, Maria Cordero estreou-se como apresentadora de televisão no programa de culinária Maria's Kitchen, tornando-se num dos mais bem sucedidos programas televisivos culinários da China, seguindo-se os programas Good Cheap Eats em 2013 e Recipes to Live By em 2017. Devido à fama dos seus programas, os seus admiradores deram-lhe a alcunha de Fat Mama.
Durante os protestos em Hong Kong de 2019 e 2020, Maria Cordero participou numa manifestação de apoio às forças policiais, apelando aos polícias que protegessem o seu povo e que os manifestantes cessassem os protestos violentos. Sendo acusada de favorecer o governo, fazendo uso das suas palavras, remisturadas ao som da canção Chandelier da cantora Sia, os manifestantes anti-polícia lançaram nas plataformas sociais o vídeo intitulado "Fat Mama Has Something To Say", tornando-se viral e num dos principais hinos do movimento de protesto, sendo apenas superado pela canção "Glory To Hong Kong".

## Filmografia
- City on Fire (Lung foo fung wan, 1987)
- The Romancing Star (1987)
- Ni OK, wo OK! (1987)
- The Good, The Bad & The Beauty (1988)
- The Seasons (mini-série, 1988)
- Bet on Fire (1988)
- Walk on Fire (1988)
- Women Prison (1988)
- King of Stanley Market (1988)
- Vampire Vs. Vampire (1989)
- Mr. Coconut (1989)
- Mad Mission V: The Terracotta Hit (1989)
- Crocodile Hunter (1989)
- Hak do fuk sing (1989)
- Da nan ren xiao zhuan (1989)
- Mr. Sunshine (1989)
- Carry On Yakuza (1989)
- Aces Go Places 5 (1989)
- Pedicab Driver (1989)
- Little Cop (1989)
- A Pequena Sereia (1989) (versão dobrada em cantonês)
- Jail House Eros (1989)
- To Spy With Love (1990)
- Tiger on Beat 2 (1990)
- The Banquet (1991)
- Second To None (1992)
- Gangs '92 (1992)
- Fatal Love (1993)
- The Enigma Of Love (1993)
- Whores from the North (1993)
- Our Neighbour Detective (1994)
- Sexy and Dangerous (1996)
- Street Angels (1996)
- Lost and Found (1996)
- Thanks for Your Love (1996)
- 97 Aces Go Places (1997)
- Chinese Box (1997)
- Knock Off (1998)
- Fing's Raver (2001)
- Let's Love Hong Kong (2002)
- Money Suckers (2002)
- I Want To Get Married (2003)
- Men Suddenly in Black (2003)
- The Miracle Box (2004)
- Forever Yours (2004)
- Invisible Waves (2006)
- Look for a Star (2009)
- All's Well, Ends Well 2012 (2012)
- Mr. & Mrs. Gambler (2012)
- From Vegas to Macau (2014)
- Delete My Love (2014)
- From Vegas to Macau III (2016)
- Good Take, Too! (2016)
- Lucid Dreams (2018)